# Wilcza (wzgórze)
Wilcza – wzgórze o wysokości 399 m n.p.m. Znajduje się na Wyżynie Olkuskiej pomiędzy miejscowościami Czyżówka i Płoki w województwie małopolskim.